# Château de la Villette (Mayenne)
Pour les articles homonymes, voir Villette et Château de la Villette.
Le Château de la Villette est un château français situé à Longuefuye, dans le département de la Mayenne et la région des Pays de la Loire. Il est situé à 500 mètres du bourg de Longuefuye. Le ruisseau de la Villette est un affluent de celui des Aillères.

## Histoire
Fief mouvant de la seigneurie de Forges et, en arrière-fief, d'Entrammes. Hubert Jaillot indique le manoir ; la Carte de Cassini un village.  On y signale : fief et métairie, maison seigneuriale, garennes, vignes, droit de banc dans l'église.
Le 13 septembre 1799, la division de Marin-Pierre Gaullier s'organisait à la Villette et faisait le dénombrement des nombreuses levées faites dans les cantons voisins. Louis Coquereau, qui, après avoir été caché pendant deux ans, avait reparu parmi eux et venait d'être nommé adjudant-major, était de cette réunion.
Pierre et Jacques Abafour qui demeuraient à la Petite-Vilette, arrêtés en messidor an II « pour brigandage », sont acquittés par la Commission révolutionnaire, le 17 thermidor.

## Description
Le château, simple corps de logis rectangulaire, est flanqué, en façade, d'une tourelle. Un pavillon écarté semble avoir servi de chapelle. Une tour isolée, qui appartenait, dit-on, à un manoir plus ancien, entouré de douves, a disparu au milieu ddu XIXe siècle. 
Dans les servitudes fut pratiquée une cachette, murée, qui abrita plusieurs prêtres pendant la Révolution française. Dans les salons, il y avait à la fin du XIXe siècle des portraits de la famille Guays des Touches.

## Sources et bibliographie
- « Château de la Villette (Mayenne) », dans Alphonse-Victor Angot et Ferdinand Gaugain, Dictionnaire historique, topographique et biographique de la Mayenne, Laval, A. Goupil, 1900-1910 [détail des éditions] (BNF 34106789, présentation en ligne)